# チャールストンにはまだ早い
「チャールストンにはまだ早い」（チャールストンにはまだはやい）は、1984年2月3日にリリースされた田原俊彦の17作目のシングル。
同年4月12日に発売された12インチシングル「風の上ならSO HAPPY」も、この項で記述する。

## 背景
「風の上ならSO HAPPY」は、グリコカプリソーネ・イメージソングに起用された。
表題曲である「チャールストンにはまだ早い」で、1984年末の『第35回NHK紅白歌合戦』に、5年連続5回目の出場を果たした。

## リリース
1984年2月3日に、キャニオン・レコードのNAVレーベルから7インチレコードとして発売された。
同年4月12日に、キャニオン・レコードのNAVレーベルから5万枚限定で、12インチシングル「風の上ならSO HAPPY」がリリースされた。ジャケット両面には田原がカプリソーネを持った写真が使用されている。

### プロモーション盤
商品化されたバージョンとは別の編集をされた「チャールストンにはまだ早い」を収録した7インチレコードが、放送局向サンプル盤としてプレスされ、歌入り楽曲1コーラス後の間奏部分に田原のナレーションが挿入されている。ナレーションの内容は12インチシングルに収録収録されている「チャールストン編」と同じである。
1984年2月27日に田原が出演した『夜のヒットスタジオ』にてこの盤を紹介。1コーラス後の間奏が非常に長くラジオで放送されることに配慮して制作されたと説明している。

## 収録曲

### チャールストンにはまだ早い
| 全作詞: 宮下智、全編曲: 大谷和夫。 |                                |        |        |
| #                                  | タイトル                       | 作詞   | 作曲   |
| 1.                                 | 「チャールストンにはまだ早い」 | 宮下智 | 宮下智 |
| 2.                                 | 「風の上ならSO HAPPY」         | 宮下智 | 佐藤健 |

### チャールストンにはまだ早い（プロモーション盤）
| 全作詞: 宮下智、全編曲: 大谷和夫。 |                                                  |        |        |
| #                                  | タイトル                                         | 作詞   | 作曲   |
| 1.                                 | 「チャールストンにはまだ早い」(チャールストン編) | 宮下智 | 宮下智 |
| 2.                                 | 「風の上ならSO HAPPY」                           | 宮下智 | 佐藤健 |

### 風の上ならSO HAPPY
| 全作詞: 宮下智、全編曲: 大谷和夫。 |                                                      |        |        |                                                  |
| #                                  | タイトル                                             | 作詞   | 作曲   | バージョン                                       |
| 1.                                 | 「風の上ならSO HAPPY」                               | 宮下智 | 佐藤健 |                                                  |
| 2.                                 | 「チャールストンにはまだ早い」(カラオケ・セリフ入り) | 宮下智 | 宮下智 | ハードボイルド編・夢編・チャールストン編・女優編 |